# Aryan Simhadri
Aryan Simhadri ([ˌɑ:riən sɪmhɑːdɹi]; Ventura, 6 de maio de 2006) é um ator americano. Mais conhecido por interpretar Grover Underwood na adaptação televisiva da saga literária de fantasia do autor Rick Riordan, Percy Jackson and the Olympians. Desde então, ele interpretou Walter na produção off-Broadway de Trevor: The Musical.

## Carreira
Após curtas aparições na série de comédia Just Roll with It (2019) e na série de animação infantil Mira, Royal Detective (2020), Simhadri fez sua estreia no cinema com um papel coadjuvante em The Main Event, da Netflix ,em 2020. Seu primeiro papel principal veio em Spin (2021), liderado por Avantika Vandanapu, ao lado de Meera Syal e Abhay Deol. Simhadri seguiu com um papel coadjuvante em Cheaper by the Dozen, da Disney+, em 2022.
Em 2023, Simhadri fez um grande avanço em sua carreira com a série do Disney+, Percy Jackson and the Olympians, ao lado de Walker Scobell e Leah Sava Jeffries. Adaptado do romance de mesmo nome, ele interpretou Grover Underwood, o guardião sátiro de Jackson. Escrevendo para o IndieWire, Proma Khosla descreveu Simhadri como "doce e divertido" e observou que sua interpretação de um personagem significativamente mais velho "adicionou outra camada de entretenimento" à sua atuação.

## Filmografia

### Filmes
| Ano  | Filme                                  | Papel              | Notas                           | Ref         |
| ---- | -------------------------------------- | ------------------ | ------------------------------- | ----------- |
| 2020 | The Main Event                         | Riyaz              |                                 | [ 7 ]       |
| 2020 | The SpongeBob Movie: Sponge on the Run | Voz adicionais     |                                 | [ 7 ]       |
| 2021 | Spin                                   | Rohan Kumar        |                                 | [ 8 ] [ 9 ] |
| 2021 | Wild Help                              | Cookie / Bebê Yeti | Curta                           |             |
| 2022 | Cheaper by the Dozen                   | Haresh Baker       |                                 | [ 7 ]       |
| 2022 | Trevor: The Musical                    | Walter             | Filmou uma apresentação ao vivo | [ 10 ]      |
| 2025 | Freakier Friday                        | Jai                |                                 |             |

### Televisão
| Ano           | Série                                                     | Papel              |                                                         | Ref         |
| ------------- | --------------------------------------------------------- | ------------------ | ------------------------------------------------------- | ----------- |
| 2013          | How to Live with Your Parents (for the Rest of Your Life) | Garoto             | Episódio: "How to Get Off the Couch"                    |             |
| 2016          | Angie Tribeca                                             | Kid with a Bulhorn | Episódio: 'Commissioner Bigfish"                        |             |
| 2016          | Gamer's Guide to Pretty Much Everything                   | Henry              | Episódio: "The Ghost"                                   |             |
| 2016–2018     | Clarence                                                  | Jimmy Chakravorthy | Voz; 2 episódios                                        |             |
| 2017–2018     | Teachers                                                  | Danny              | 2 episódios                                             |             |
| 2018          | SEAL Team                                                 | Kid                | Episódio: 'Takedown"                                    |             |
| 2018          | Fancy Nancy                                               | Kabir              | Episódio: "Grow Up, Jo Jo! / Nancy's Supreme Night Out" |             |
| 2019          | The Unicorn                                               | Orrin              | Episódio: "No Small Parts"                              |             |
| 2019          | Sunnyside                                                 | Young Garrett      | Episódio: "Too Many Lumpies"                            |             |
| 2019–2020     | Just Roll with It                                         | Norvin Schnuckle   | 5 episódios                                             | [ 7 ] [ 9 ] |
| 2020          | Will & Grace                                              | Farhan             | Episódio: "Lies & Whispers"                             | [ 11 ]      |
| 2020          | Mira, Royal Detective                                     | Dhruv Sharma       | Voz; 9 episódios                                        | [ 7 ]       |
| 2021          | Adventure Time: Distant Lands                             | Tiffany            | Voz; Episódio: "Together Again"                         | [ 7 ]       |
| 2022          | The Casagrandes                                           | Sameer             | Voz; Episódio: "The Wurst Job / The Sound of Meddle"    |             |
| 2023          | Dew Drop Diaries                                          | Reed               | 4 episódios                                             |             |
| 2023–presente | Percy Jackson and the Olympians                           | Grover Underwood   | Papel principal                                         | [ 7 ]       |
| 2026          | Adventures in Wonder Park                                 | Banky              | Voz                                                     |             |

### Teatro
| Ano  | Título              | Papel  | Diretor    | Local    | Notes |        |
| ---- | ------------------- | ------ | ---------- | -------- | ----- | ------ |
| 2021 | Trevor: The Musical | Walter | Marc Bruni | Stage 42 |       | [ 10 ] |

## Prêmios e indicações
| Ano  | Prêmio               | Categoria                                                                  | Trabalho             | Resultado | Ref    |
| ---- | -------------------- | -------------------------------------------------------------------------- | -------------------- | --------- | ------ |
| 2021 | Young Artist Academy | Melhor Performance em Filme de Streaming - Ator Adolescente                | The Main Event       | Venceu    | [ 12 ] |
| 2023 | Young Artist Academy | Melhor Performance em Filme para Streaming - Melhor Artista Adolescente    | Cheaper by the Dozen | Indicado  | [ 13 ] |
| 2023 | Young Artist Academy | Melhor Performance em Filme de Streaming - Artista Adolescente Coadjuvante | Trevor: The Musical  | Indicado  | [ 13 ] |